# بوينغ أن سي-135
طائرة بوينغ أن سي-135 و أن كي سي-135 هي إصدارا خاص من طراز بوينغ سي-135 ستراتوفايتر و بوينغ من طراز كي سي-135 ستراتوتانكرمعدلة لتعمل على عدة برامج مختلفة.

## المحمولة جوا الفلك البعثات

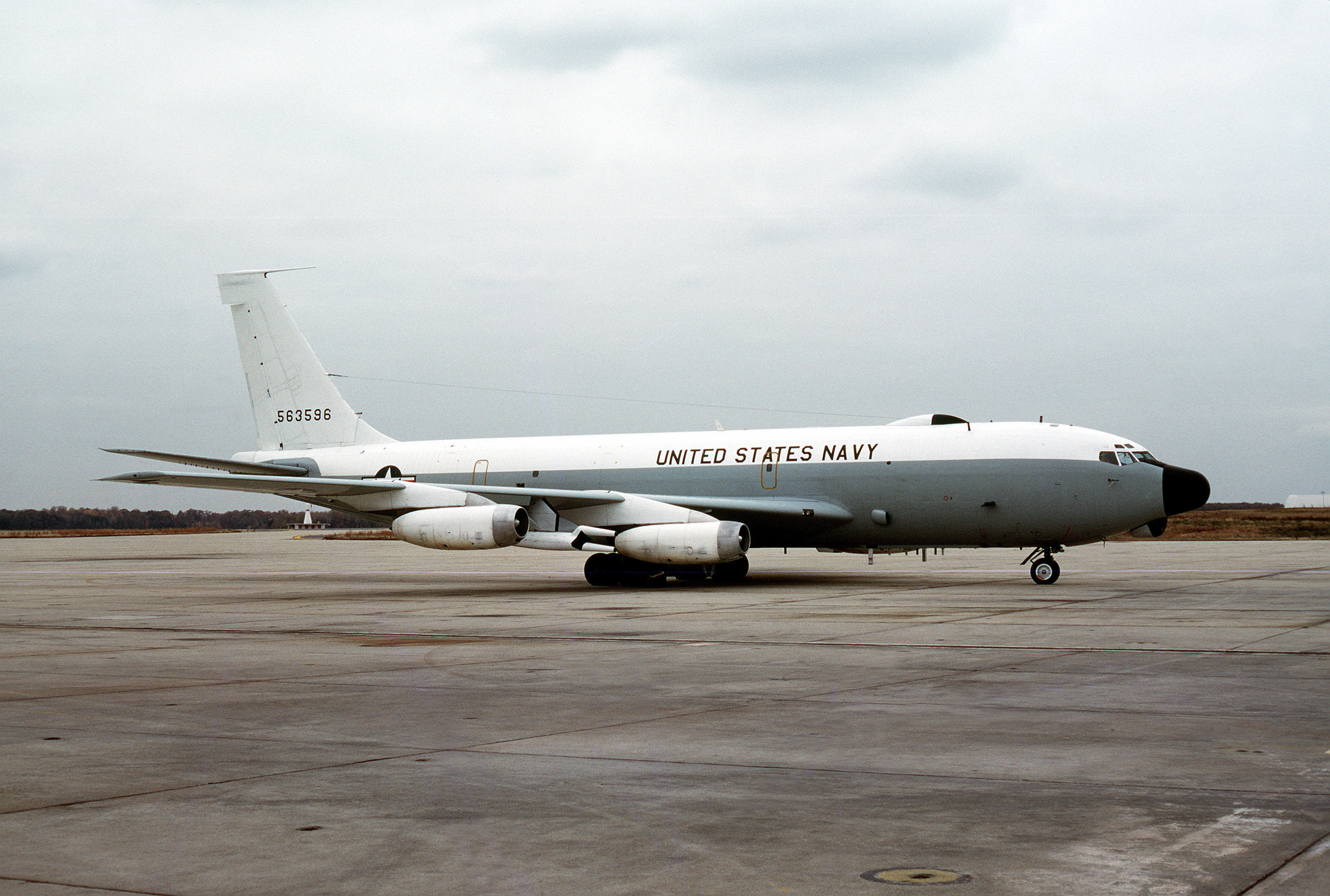
NKC-135 البحرية الأمريكية أسطول أنظمة الحرب الإلكترونية الفريق

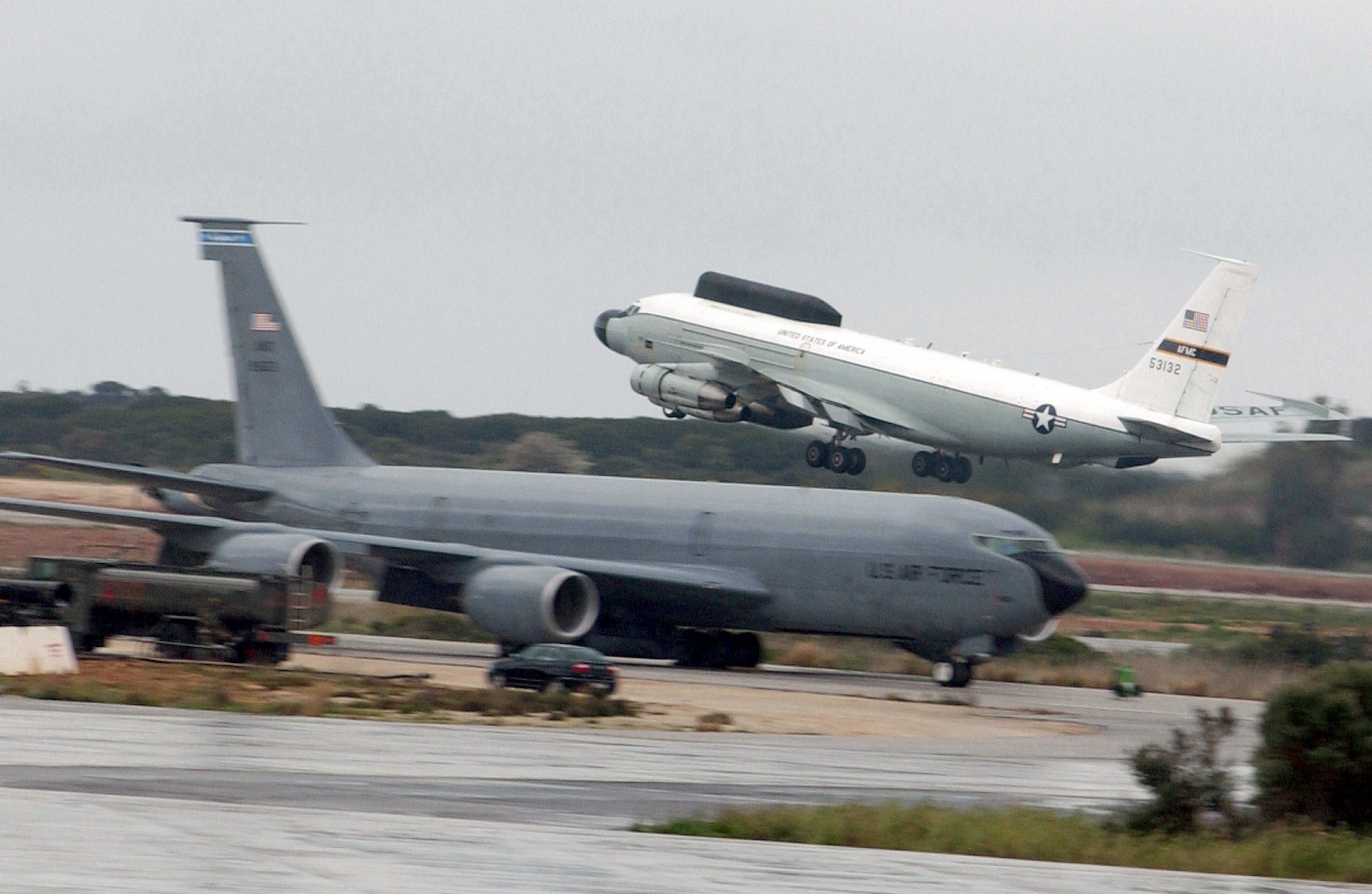
القوات الجوية الأمريكية NKC-135 الكبير "الغراب" ECM الطائرات تقلع من قاعدة العمليات الأمامية

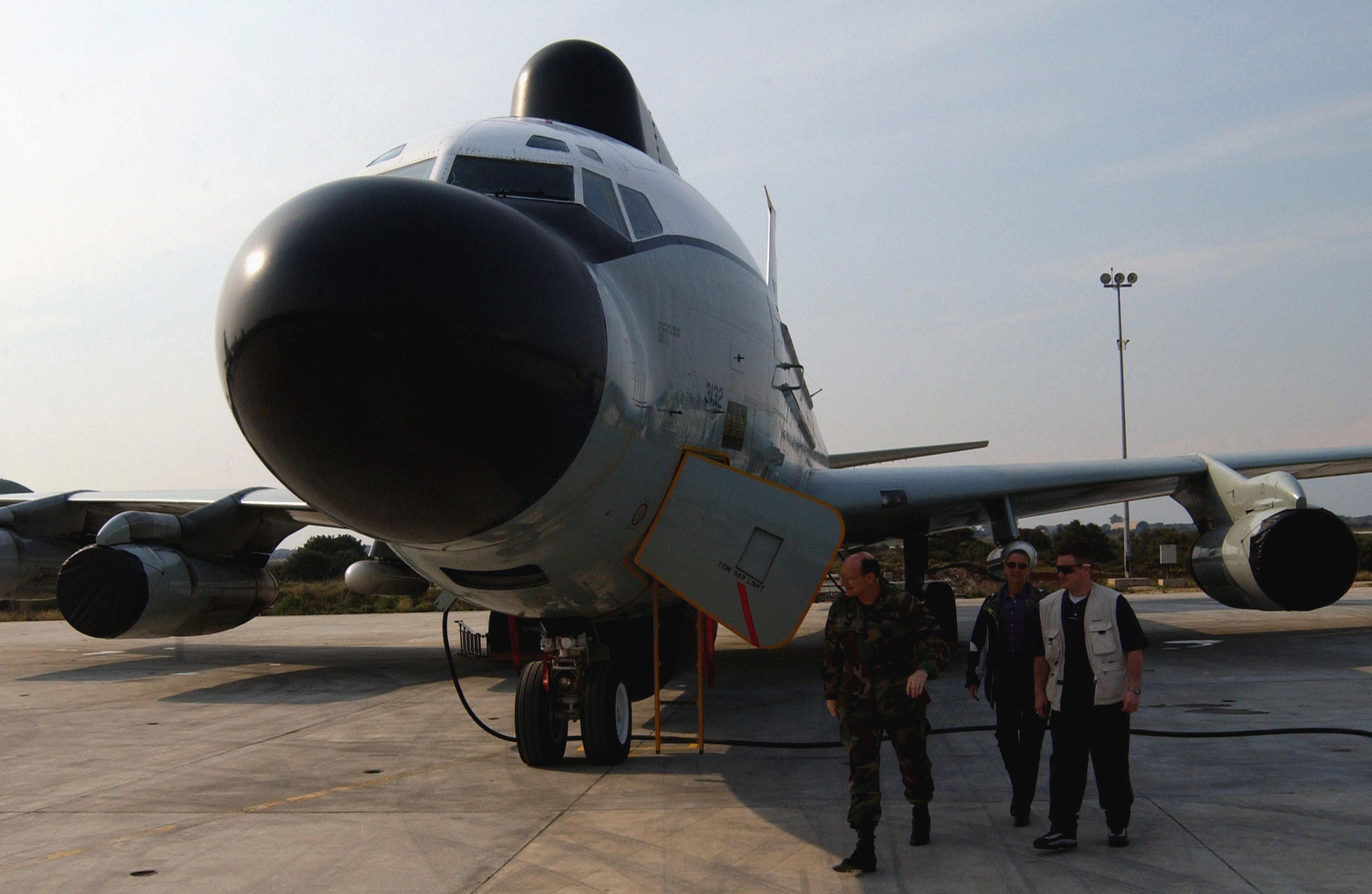
مجموعة القوات الجوية الأمريكية NKC-135 الكبير "الغراب" مع المتضخم الأنف في الأمام نشرها قاعدة العمليات

## المشغلين
- القوات الجوية للولايات المتحدة
- بحرية الولايات المتحدة

## المواصفات
الخصائص العامة
- الطاقم: 3: ربان، مساعدة ربان، مشغل يمكن اصافة مشغل رابع للمهمات الخاصة
- الطول: 136 ft 3 in (41.53 m)
- باع الجناح: 130 ft 10 in (39.88 m)
- الارتفاع: 41 ft 8 in (12.70 m)
- مساحة الجناح : 2,433 ft² (226 m²)
- الوزن فارغة: 98,466 lb (44,663 kg)
- الوزن محملة: 297,000 lb (135,000 kg)
- وزن الإقلاع الأقصى: 322,500 lb (146,000 kg)
- محرك الطائرة: 4 × (R/T) سي اف ام الدولية سي اف ام 56 turbofan engines, 21,634 lbf (96 kN) each , 21,634 lbf (80 kN) الواحد

الأداء
- السرعة القصوى: 580 mph (933 km/h)
- مدى (طائرة): 3,450 mi (5,550 km)
- سقف الخدمة: 50,000 ft (15,200 m)
- معدل الصعود: 4,900 ft/min (1,490 m/min)